# 서울 경전철 우이신설선
서울 경전철 우이신설선(서울輕電鐵牛耳新設線)은 서울특별시 강북구의 북한산우이역과 동대문구의 신설동역을 잇는 서울특별시의 경전철 노선이다. 노선색은 ●연두색과 서울 경전철 주조색인 ●진한 회색이다. 통행방향은 어디서든 우측통행이다.

## 개요
수익형 민자사업으로 총연장 11.4 km이고, 차량기지 1개소와 정거장 13개소가 건설되었다. 총 사업비로는 9,299억 원이 소요되었다..
모든 정거장에는 엘리베이터, 에스컬레이터, 스크린도어 등의 시설을 갖추고, 열차는 무인 운전 시스템으로 운영되며 역무실과 매표소 등을 없애고 전 구간을 중앙에서 관리하는 집중관리체계를 구축했다. 민간사업자(주식회사 우이신설경전철)가 운영개시일로부터 30년간 운영하며 사업시설의 소유권은 준공과 동시에 서울시에 귀속된다. 그리고 국내에서 운영하는 타 경전철 노선과는 달리 차량기지 구간을 포함하여 전 구간 지하화로 운영된다.
양측 시종착역에서는 되돌림회차 방식으로 열차가 들어오기 때문에, 진입한 승강장에서 회차 없이 곧바로 출발한다는 특징이 있다.
- 총 연장 : 11.4km[7]
- 역 수 : 13개[8]
- 운행방식 : 무인 자동 운전 / 중앙 관제 시스템
- 착공 : 2009년 9월 15일
- 개통 : 2017년 9월 2일
- 총사업비 : 9,299억원[9]
- 사업시행방법 : 민간투자사업 (BTO)

## 연혁
- 2003년 6월 30일 : 민간사업자 제안서 제출[10]
- 2005년 10월 20일 : 도시철도 기본계획 확정[11]
- 2006년 12월 20일 : 제3자 제안공고(안) 민간투자사업심의위원회 심의(기획예산처)
- 2007년 4월 27일 : 사업계획서 접수
- 2007년 5월 28일 : 우선협상 대상자 지정
- 2008년 7월 30일 : 민간투자사업심의위원회 심의완료[12](기획재정부)
- 2008년 10월 31일 : 기공식
- 2009년 4월 9일 : 실시협약 체결 및 사업시행자 지정
- 2009년 9월 3일 : 실시계약 승인
- 2009년 9월 15일 : 착공
- 2011년 6월 1일 : 실시계획 변경 승인
- 2011년 11월 : 시공사인 고려개발이 자금난으로 워크아웃에 들어가면서 공사 중단[13]
- 2013년 3월 : 전체 4개 공구에서 공사 재개[14]
- 2016년 8월 5일 : 우이신설경전철주식회사 외 10개 출자사의 사업 협약 해지 요구 등 서울시와의 갈등으로 공사 중단[15]
- 2016년 8월 26일 : 공사 재개[16]
- 2016년 12월 1일 : 역무 관리 및 운영을 담당하는 우이신설선경전철운영 주식회사 설립.
- 2017년 3월 2일 : 역명 결정[17]
- 2017년 9월 2일 : 우이신설선 개통

### 향후 계획
- 솔밭공원역과 수도권 전철 1호선 방학역 간 지선 건설 계획이 서울시 10개년 도시철도 기본계획에 포함되어 있다.[18][19][20][21]

## 차량
- 우이신설경전철 UL000호대 전동차

## 운임
- 기존 수도권 전철의 운임 제도와 동일하며, 거리에 따른 요금만 추가된다. 환승 게이트가 설치되어 있지만, 신분당선 등과 달리 경전철 회사에 별도로 지불해야 하는 추가 운임은 없다. 서울 전용 정기권도 사용 가능하다.

## 무인운행
무인자동운전으로 운행되며, 운행 중 비상정지 등 유사상황이 발생하였을 경우를 대비하여 기관사 면허를 보유한 운행관리원이 항시에 탑승한다.

## 비상핸들 작동 시 주의사항
- 터널내에 선로 옆에는 항상 전기가 흐르고 있어 무단으로 임의하차 시 감전 위험이 있다.

## 역 목록

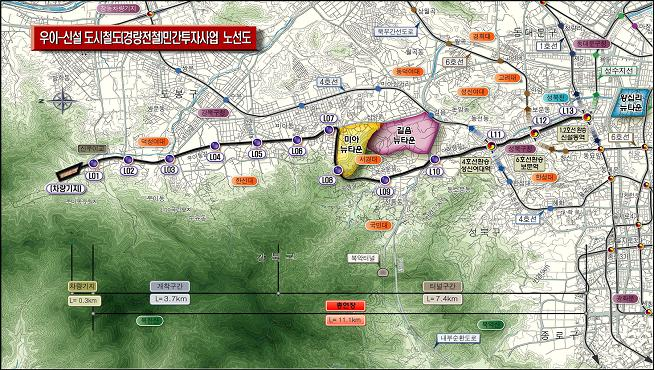
우이-신설 경전철

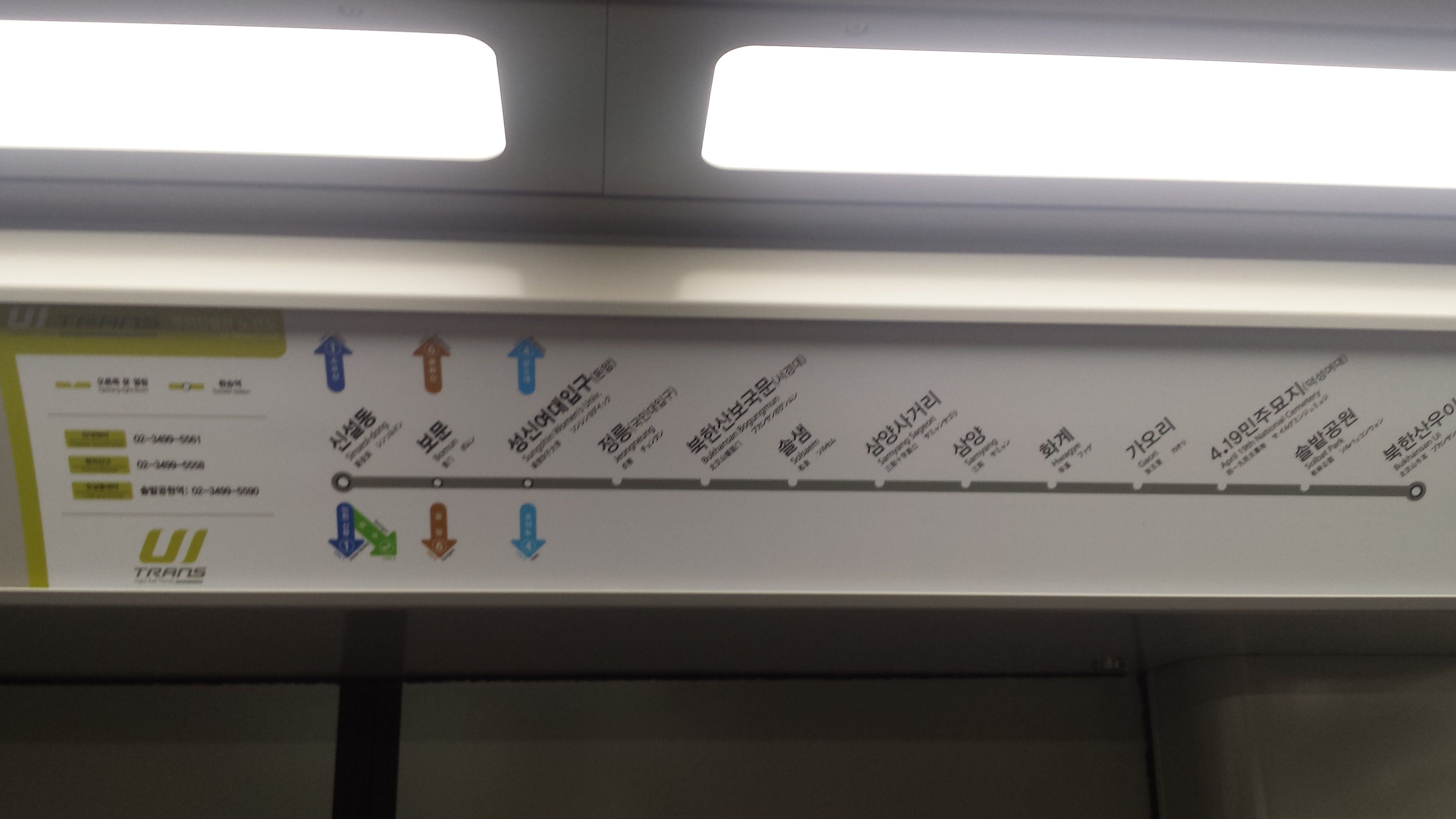
우이-신설 노선도

- 환승역을 제외한 역명은 서울특별시고시 제2017-68호에 의한 것이며, 역간 거리는 사업자 홈페이지를 참고하였다.[22]
- 역번호는 S1번대가 부여되었으나[23], 실제 시설물에는 사용되지 않는다.

| 역 번호 | 역명                   | 로마자 역명                                          | 한자 역명          | 접속 노선                                          | 역간 거리 | 영업 거리 | 소재지     | 소재지   |
| ------- | ---------------------- | ---------------------------------------------------- | ------------------ | -------------------------------------------------- | --------- | --------- | ---------- | -------- |
|         |                        |                                                      |                    |                                                    |           |           |            |          |
|         | 우이차량사업소         |                                                      |                    |                                                    | -         | -         | 서울특별시 | 강북구   |
| S110    | 북한산우이(도선사입구) | Bukhansan Ui                                         | 北漢山牛耳         |                                                    | (0.4)     | 0.0       | 서울특별시 | 강북구   |
| S111    | 솔밭공원               | Solbat Park                                          | 松林公園           |                                                    | 0.8       | 0.8       | 서울특별시 | 강북구   |
| S112    | 4.19민주묘지(덕성여대) | April 19th National Cemetery (Duksung Women's Univ.) | 4.19民主墓地       |                                                    | 0.7       | 1.5       | 서울특별시 | 강북구   |
| S113    | 가오리                 | Gaori                                                | 加五里             |                                                    | 0.9       | 2.4       | 서울특별시 | 강북구   |
| S114    | 화계                   | Hwagye                                               | 華溪               |                                                    | 0.8       | 3.2       | 서울특별시 | 강북구   |
| S115    | 삼양                   | Samyang                                              | 三陽               |                                                    | 0.8       | 4.0       | 서울특별시 | 강북구   |
| S116    | 삼양사거리             | Samyangsageori                                       | 三陽四거리         |                                                    | 0.7       | 4.7       | 서울특별시 | 강북구   |
| S117    | 솔샘                   | Solsaem                                              | 松泉               |                                                    | 0.8       | 5.5       | 서울특별시 | 강북구   |
| S118    | 북한산보국문(서경대)   | Bukhansan Bogungmun (Seokyeong Univ.)                | 北漢山輔國門       |                                                    | 1.2       | 6.7       | 서울특별시 | 성북구   |
| S119    | 정릉(국민대입구)       | Jeongneung (Kookmin Univ.)                           | 貞陵               |                                                    | 1.2       | 7.9       | 서울특별시 | 성북구   |
| S120    | 성신여대입구(돈암)     | Sungshin Women's Univ. (Donam)                       | 誠信女大入口(敦岩) | ● 수도권 전철 4호선                                | 1.2       | 9.1       | 서울특별시 | 성북구   |
| S121    | 보문                   | Bomun                                                | 普門               | ● 서울 지하철 6호선                                | 0.9       | 10.0      | 서울특별시 | 성북구   |
| S122    | 신설동                 | Sinseol-dong                                         | 新設洞             | ● 수도권 전철 1호선 ● 서울 지하철 2호선 (성수지선) | 1.0       | 11.0      | 서울특별시 | 동대문구 |

## 솔밭공원~방학역구간 연장
- 솔밭공원역에서 현재 1호선 방학역까지 연장 계획이 있고, 국토부로부터 2024. 2월 우이신설연장선 도시철도 기본계획 승인되어 고시됐다.
- 2024년 내 입찰공고 및 시공사 선정 후 2025년 착공 2031년 준공 예정이다.

## 같이 보기
- 서울특별시도시기반시설본부
- 서울 지하철
- 서울 경전철
- 도시철도
- 경전철
- 신교통 시스템